# Ducato di Jawor
Il Ducato di Jawor (in lingua polacca: Księstwo Jaworskie) fu uno dei ducati della Slesia, con capitale a Jawor. Fu creato nel 1274 per separazione dal Ducato di Legnica, nella Bassa Slesia, sotto il comando di Enrico V il Grasso, il figlio maggiore del duca Boleslao II Rogatka. Quando Enrico successe al padre come Duca di Legnica, nel 1278, assegnò Jawor al fratello minore Bolko I.

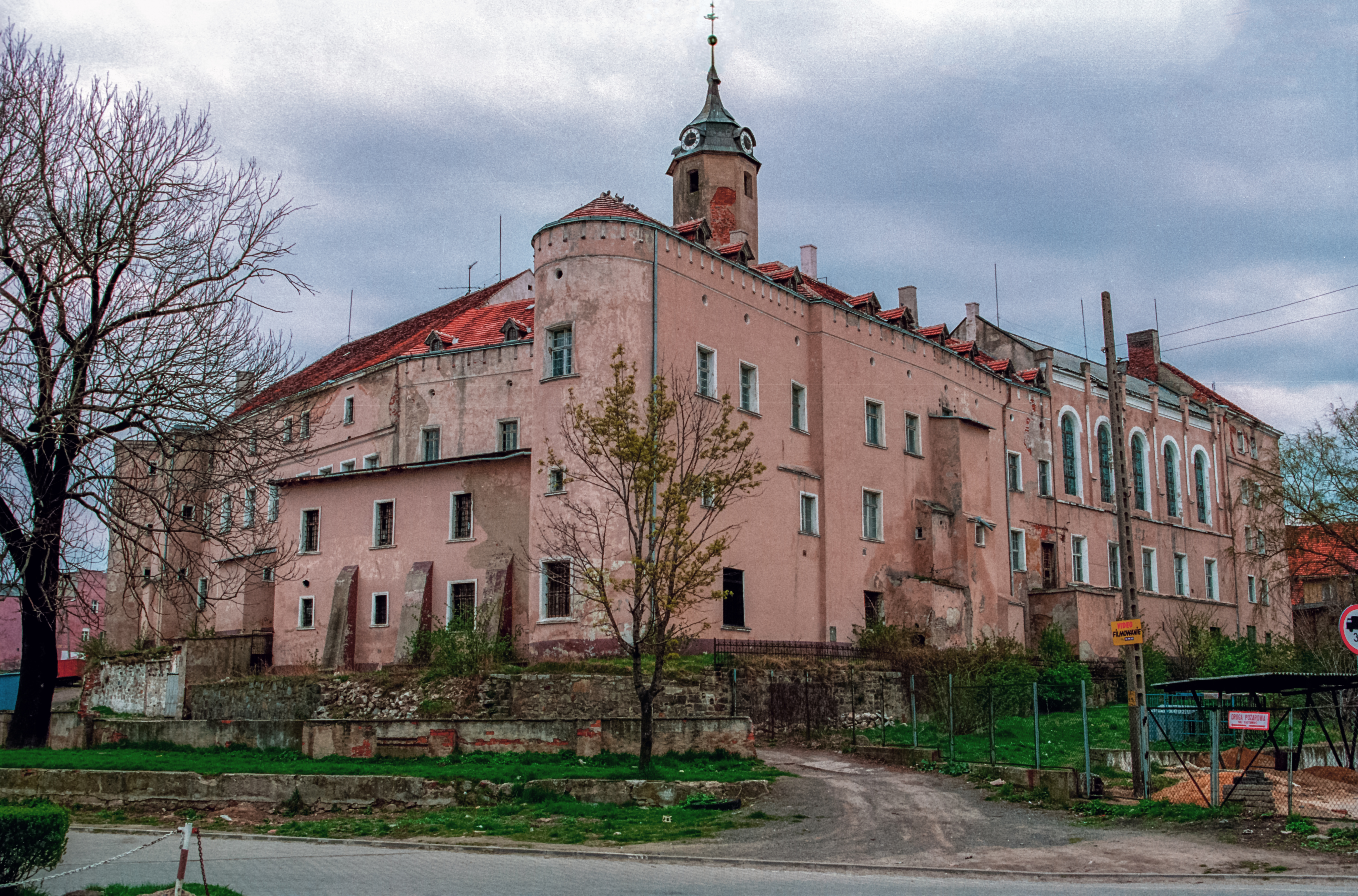
Castello di Jawor

Nel 1286 Bolko I ereditò Lwówek dal fratello Bernardo e nel 1291 estese i suoi territori ricevendo Świdnica (Schweidnitz) e Ziębice dal fratello maggiore Enrico. Questi ultimi territori erano stati parte del Ducato di Breslavia, che Enrico aveva acquisito dopo la morte del duca Enrico IV il Giusto. Per un breve periodo, il ducato fu conosciuto anche come Ducato di Jawor-Świdnica.
Quando i figli di Bolko I si divisero i territori nel 1312, le zone intorno a Świdnica e Ziębice furono separate in due diversi ducati, mentre Jawor fu governata da Enrico I. Dopo la sua morte nel 1346, il ducato fu riunificato con Świdnica sotto la guida di suo nipote Bolko II.
Bolko II fu l'ultimo duca Piast a mantenere l'indipendenza dal Regno di Boemia; dato che egli non ebbe figli maschi, siglò un trattato di successione con il re Carlo IV di Lussemburgo, che aveva sposato la nipote di Bolko, Anna di Świdnica, nel 1353. Il duca morì nel 1368 e dopo la morte della sua vedova Agnese d'Asburgo nel 1392, il ducato fu annesso alla corona boema.

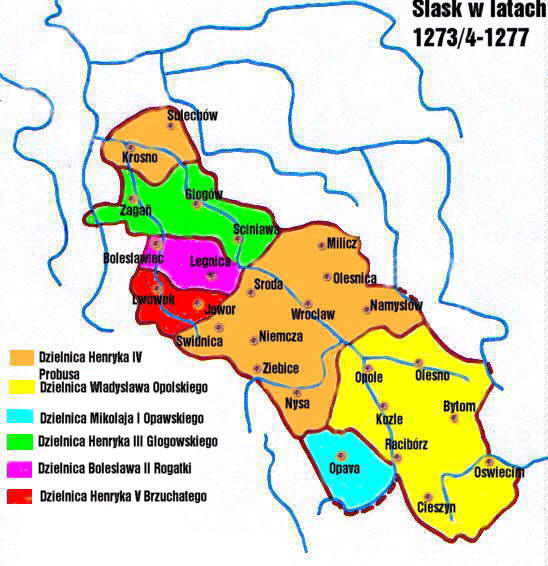
Il ducato di Jawor (in rosso) al momento della creazione, nel 1274
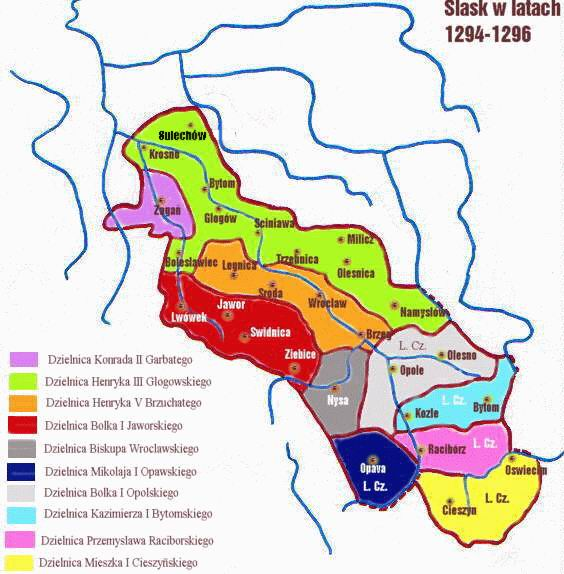
L'estensione del ducato (in rosso) nel periodo 1294-1296
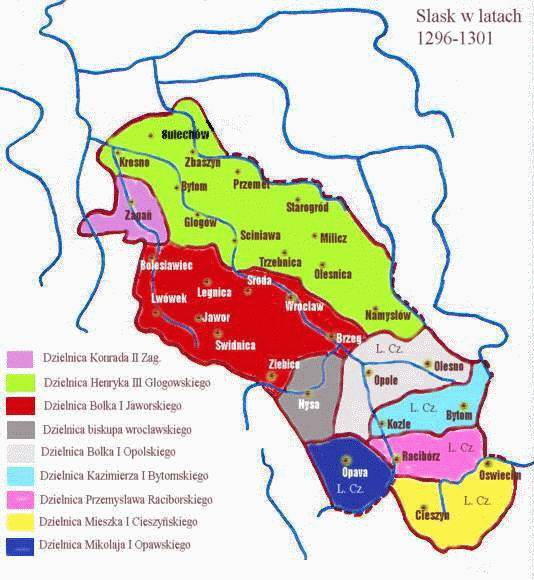
L'estensione del ducato (in rosso) nel periodo 1296-1301
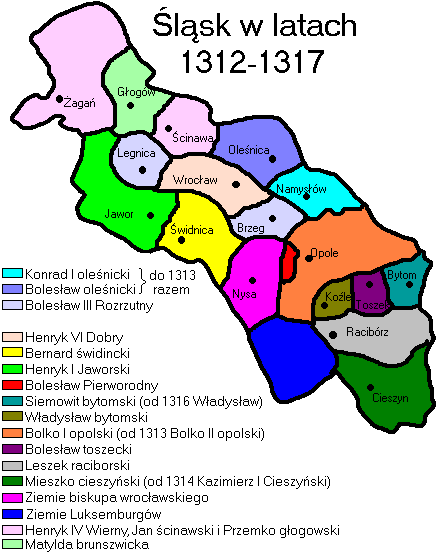
Il ducato di Jawor (in verde chiaro) ridotto alla sua estensione originaria nel 1312